# Деонтей Уайлдер — Доминик Бризил
Деонтей Уайлдер против Доминика Бризила (англ. Deontay Wilder vs. Dominic Breazeale), также известен под названием «Судный день» (англ. Judgement Day) — профессиональный боксёрский 12-раундовый поединок в тяжёлом весе за титул чемпиона мира по версии World Boxing Council, обладателем которого являлся Деонтей Уайлдер. Бой состоялся 18 мая 2019 года на арене «Барклайс-центр» в Бруклине, Нью-Йорк.
Поединок продлился менее одного раунда — 2 минуты 17 секунд. За это время Уайлдер пробил несколько акцентированных ударов в голову соперника, после чего тот оказался на настиле ринга (канвасе). После падения Бризила рефери поединка Харви Док открыл счёт нокаута. Бризил сумел подняться на счёт 10, но рефери дал отмашку о завершении поединка. В итоге победа нокаутом в 1-м раунде была присуждена Уайлдеру.

## Предыстория
1 декабря 2018 года в Лос-Анджелесе прошёл поединок между чемпионом мира по версии WBC в тяжёлом весе Деонтеем Уайлдером (40-0) и бывшим чемпионом мира по версиям WBA Super, IBF, WBO, IBO и The Ring Тайсоном Фьюри (27-0). Поединок проходил с преимуществом претендента, но в 9-м и 12-м раундах чемпиону удалось отправить Фьюри в нокдаун. Раздельным судейским решением (один судья отдал победу Фьюри, один — Уайлдеру, а один выставил ничейный счёт) в поединке была присуждена ничья.
После этого поединка и Уайлдер, и Фьюри высказали своё пожелание провести незамедлительный реванш. Реванш должен был состояться 18 мая 2019 года. Однако Тайсон Фьюри пожелал провести промежуточный поединок перед реваншем с Уайлдером. В итоге поединок, назначенный на 18 мая, не был отменён, а Фьюри перестал считаться соперником Уайлдера в этом поединке.
Всемирный боксёрский совет (WBC), поясом которого владел Уайлдер, выставил на бой обязательного претендента на чемпионский титул Доминика Бризила (20-1), который ранее претендовал на чемпионский титул по версии IBF. Диллиан Уайт, который в течение двух лет занимал первую позицию в рейтинге WBC и имел титул «серебряного» чемпиона (англ. WBC Silver), выразил своё недовольство тем, что Бризил занял позицию обязательного претендента в обход него.
С Бризилом семья Уайлдеров имела более чем двухгодичный конфликт. В феврале 2017 года, младший брат Деонтея — Марселлос Уайлдер «по какой-то причине повздорил» с Домиником Бризилом. Затем на место конфликта прибыл и сам Деонтей Уайлдер и тоже начал конфликтовать с Бризилом. На протяжении последующий двух лет оба боксёра делали агрессивные словесные выпады в адрес друг друга.

Не станем пересказывать и историю конфликта Дионтэя с Домом, затёртую не меньше старых джинсов, от которых невозможно отказаться. Обычная грызня на почве непомерных понтов, которая не красит как «агрессора» Уайлдера с его быковатой свитой, так и «жертву» Бризила.— Евгений Пилипенко. Готовьте ринг покрепче
Перед боем боксёры несколько раз враждебно высказывались друг о друге. Уайлдер многократно обещал убить Бризила во время поединка, и заявил, что готов оплатить его похороны. Бризил же спрогнозировал, что бой против него станет самым тяжёлым в карьере Уайлдера, и в случае поражения тот больше никогда не сможет достичь былых успехов.
За день до боя, 17 мая в Бруклине прошло взвешивание боксёров перед поединком, Деонтей Уайлдер весил 101,3 кг, а Доминик Бризил — 115,8 кг.

## Ход поединка
Перед поединком Деонтей Уайлдер выглядел раздражённым, и некоторые специалисты считали, что из-за этого он может пропустить акцентированный удар в самом начале поединка. Несмотря на это, Уайлдер начал поединок довольно спокойно — разведкой боем. Однако вскоре он нанёс акцентированный удар с правой руки и потряс оппонента, а затем попытался добить противника, но большинство ударов Бризил принял на защиту, и пробил несколько ударов в ответ, вынудив соперника отступить. Через несколько секунд Уайлдер вновь попал по сопернику акцентированным ударом с правой руки и отправил своего визави на настил ринга. Бризил поднялся на счёт «десять», но к тому моменту (за 43 секунды до окончания раунда) рефери поединка Харви Док уже дал отмашку о завершении боя. В итоге, победа нокаутом в 1-м раунде (KO1) был присуждена Уайлдеру.
Согласно статистике ударов, Уайлдер выпустил 35 ударов (14 джебов и 21 акцентированный удар), 9 из которых дошли до цели (3 джеба, 5 акцентированных ударов в голову и 1 по корпусу), его визави выпустил 10 ударов (5 джебов и 5 силовых ударов), из числа этих ударов только два джеба дошли до цели.

## Андеркарт
В таблице перечислены результаты всех поединков боксёров.
В каждой строке указан результат поединка. Дополнительно номер поединка обозначен цветом, который обозначает итог поединка. Расшифровка обозначений и цветов представлена в нижеследующей таблице.
| Пример | Расшифровка                     |
| ------ | ------------------------------- |
|        | Победа                          |
|        | Ничья                           |
|        | Поражение                       |
|        | Планируемый поединок            |
|        | Поединок признан несостоявшимся |
| КО     | Нокаут                          |
| ТКО    | Технический нокаут              |
| PTS    | Решение судей (по очкам)        |
| UD     | Единогласное решение судей      |
| MD     | Решение большинства судей       |
| SD     | Раздельное решение судей        |
| RTD    | Отказ от продолжения боя        |
| DQ     | Дисквалификация                 |
| NC     | Поединок признан несостоявшимся |

| Боксёр                      | Итог боя  | Боксёр                           | Примечания                                                      |
| --------------------------- | --------- | -------------------------------- | --------------------------------------------------------------- |
| Деонтей Уайлдер (40-0-1)    | KO1 (12)  | Доминик Бризил (20-1)            | Поединок за титул чемпиона мира по версии WBC в тяжёлом весе    |
| Гэри Расселл-младший (29-1) | TKO5 (12) | Кико Мартинес (39-8-2)           | Поединок за титул чемпиона мира по версии WBC в полулёгком весе |
| Хуан Херальдез (16-0)       | MD10 (10) | Архенис Мендес (25-5-2)          | Рейтинговый поединок в первом полусреднем весе.                 |
| Роберт Альфонсо (18-0)      | SD8 (10)  | Яго Киладзе (26-4)               | Рейтинговый поединок в тяжёлом весе.                            |
| Гэри Антонио Расселл (13-0) | TD6 (8)   | Сауль Эдуардо Эрнандес (13-12-1) | Рейтинговый поединок в легчайшем весе.                          |
| Гэри Антуан Расселл (8-0)   | KO4 (8)   | Маркос Мохика (16-3-2)           | Рейтинговый поединок в первом полусреднем весе.                 |
| Кенни Роблес (5-1)          | TKO5 (6)  | Рой МакГилл (6-2)                | Рейтинговый поединок в первом полусреднем весе.                 |
| Дилан Прайс (7-0)           | TKO5 (6)  | Мануэль Сальвадор Манзо (4-6-2)  | Рейтинговый поединок во втором наилегчайшем весе.               |
| Ричардсон Хитчинс (8-0)     | RTD3 (8)  | Алехандро Мунера (4-1-3)         | Рейтинговый поединок в первом полусреднем весе.                 |

## После боя
После поединка Доминик Бризил сказал, что Харви Док рано остановил поединок, но он не собирается оспаривать его действия. Также Доминик заявил, что в будущем он сможет в третий раз завоевать право боксировать за титул чемпиона мира. Уайлдер вскоре после поединка заявил, что теперь для него первоочередной задачей является проведение поединков-реваншей против Луиса Ортиса и Тайсона Фьюри.